# Wilhelm Ohnesorge
Wilhelm Ohnesorge (Gräfenhainichen, 8 giugno 1872 – Monaco di Baviera, 1º febbraio 1962) è stato un politico tedesco del Terzo Reich nel Gabinetto di Hitler. Dal 1937 al 1945 fu Ministro del Reich per le Poste, succedendo a Paul Freiherr von Eltz-Rübenach. Insieme ai suoi doveri ministeriali, Ohnesorge approfondì anche in modo significativo la ricerca relativa alla propagazione e promozione del partito nazista attraverso la radio e lo sviluppo di una bomba atomica tedesca.

## Biografia
Nato a Gräfenhainichen, nella provincia prussiana della Sassonia, Ohnesorge iniziò a lavorare per le Poste Imperiali nel 1890. In seguito studiò Fisica a Kiel e a Berlino, prima di diventare capo del servizio postale nel Quartier Generale Imperiale durante la prima guerra mondiale. Dopo la guerra, si impegnò in politica e si unì al Deutschvölkischer Schutz-und Trutzbund, la più grande, attiva e influente organizzazione antisemita della Repubblica di Weimar.
Ohnesorge incontrò Hitler per la prima volta nel 1920 e divennero buoni amici. Poco dopo, si unì al NSDAP, fondando la sua prima filiale locale (Ortsgruppe) a Dortmund. Nel 1929 diventò presidente dell'Ufficio centrale del Reichspost, il servizio postale centrale tedesco. Con l'acquisizione nazista nel 1933 Ohnesorge fu nominato Segretario di Stato e di fatto supervisionò il Reichspost, impegnandosi in particolare per la propagazione del partito nazista e dei suoi obiettivi attraverso la posta. Dal 1937 divenne ministro del Reich per le Poste, succedendo a Paul Freiherr von Eltz-Rübenach.
Ohnesorge fu anche incuriosito dalla possibilità di espansione del partito attraverso i segnali via cavo e radio, e divenne noto come una sorta di tecnico con l'intenzione di rendere tecnicamente possibile questa espansione. Fu anche noto per aver contribuito pesantemente alla ricerca sulla bomba atomica tedesca, nonostante la sua occupazione come ministro delle poste tedesche, che avrebbe costantemente impegnato il suo tempo: presentò molti progetti e diagrammi delle sue idee allo stesso Hitler, il quale nel 1942 gli concesse una donazione di 250.000 Reichsmark.
Durante la denazificazione del dopoguerra, quale esponente di spicco del Partito, alcuni tribunali bavaresi gli mossero delle accuse, ma per ragioni sconosciute, tali addebiti furono successivamente revocate e non risentì per il suo coinvolgimento con i nazisti. Gli venne anche concessa una pensione, ma i fondi patrimoniali confiscati non furono restituiti. La sua vita nel dopoguerra rimane sconosciuta. Nella zona di occupazione sovietica e nella Germania Est molti dei suoi scritti furono inseriti nell'elenco della letteratura da boicottare.
Nel 1945 nacque sua figlia Lotti, futura annunciatrice televisiva ed editrice. Ohnesorge morì all'età di 89 anni il 1º febbraio 1962 a Monaco di Baviera.